# Yomi
Yomi (黄泉) lit. "Fonte Amarela", é nome do mundo dos mortos na mitologia japonesa e no xintoísmo. Suas saídas são guardadas por criaturas terríveis e é onde os mortos vão para, aparentemente, apodrecer por tempo indefinido. Uma vez caída lá e alimentada no fogo ao centro de Yomi, a alma nunca mais poderá voltar para a terra dos vivos. Pode-se traçar paralelos de Yomi com Hades ou com o inferno.
Esse reino dos mortos aparenta ter uma continuação geográfica com o mundo dos vivos, mas também não seria apropriadamente descrito como o inferno, onde se sofre pelos pecados passados; em vez disso, todos os mortos seguem uma existência de escuridão, decadência e melancolia, não importando o seu comportamento quando vivo. Muitos estudiosos acreditam que a imagem de Yomi é derivada das tumbas antigas japonesas onde corpos eram deixados por algum tempo para a decomposição. Após a chegada do Budismo o Yomi passou a ser considerada também um dos infernos Budistas no Japão, como Kakuri, inferno liderado por Enma.
Yomi é liderado por Izanami no Mikoto, a Grande Deidade de Yomi (Yomotsu Ōkami 黄泉 大神). De acordo com o Kojiki, a entrada para Yomi fica na província de Izumo, e foi selada por Izanagi no Mikoto, bloqueada permanentemente por uma enorme pedra (Chibiki no Iwa 千引の岩). Ao voltar para Ashihara no Nakatsu Kuni, Izanagi notou que Yomi é uma "terra poluída" (汚れ国). Essa sua opinião reflete a associação tradicional do xintoísmo entre morte e poluição.